# Wilsdruff
Wilsdruff là một thị xã thuộc huyện Sächsische Schweiz-Osterzgebirge, trong bang tự do Sachsen, Đức. Đô thị này có diện tích 81,69 ki lô mét vuông, dân số thời điểm ngày 31 tháng 12 năm 2005 là 13.762 người.
Đô thị này có cự ly 14 km về phía tây trung tâm Dresden.